# 2014年叶城县公安局袭击事件
2014年叶城县公安局袭击事件，是指于2014年6月21日发生在中国新疆喀什地区叶城县的一起爆炸袭击事件，袭击对象为当地县公安局，中国官方将此事件定性为“恐怖袭击”。

## 经过
2014年6月21日7点左右，一伙暴力分子驾驶车辆冲撞叶城县公安局办公大楼，并引爆爆炸装置。13名袭击者被民警击毙，3名民警受轻伤，无群众伤亡。至少有20多人遭到叶城县国保大队的逮捕。